# Afrophisis carminator
Afrophisis carminator är en insektsart som först beskrevs av Bolívar, I. 1906.  Afrophisis carminator ingår i släktet Afrophisis och familjen vårtbitare. Inga underarter finns listade i Catalogue of Life.